# 7th LIVE CIRCUIT "SWITCH" 2005
『7th LIVE CIRCUIT "SWITCH" 2005』（セブンス ライブ サーキット スウィッチ 2005）は、ポルノグラフィティのライブビデオ。2006年3月29日に発売。制作・発売元はSME Records、ソニー・ミュージックディストリビューションより販売（SEBL-61）。

## 概要
- ポルノグラフィティ史上最長・最多公演数（当時）となったライブツアー『7th LIVE CIRCUIT "SWITCH"』から日本武道館で行われた追加公演『7th LIVE CIRCUIT "SWITCH FINAL"』（2005/12/13〜18）の模様を中心に移動風景やオフショット映像を収録。
- また、ポルノグラフィティのライブDVDとしては初めて、ドキュメント映像も収録されている。
- 音源はステレオ音声に加え、5.1サラウンドミックスも収録されている。
- ライブでは演奏されたが本作に収録されていない曲は「アゲハ蝶」、「プッシュプレイ」、「Century Lovers」、「メリッサ」、「ミュージック・アワー」である。
- リサイズシングル「アポロ」（SECL-363）、「ヒトリノ夜」（SECL-364）との同時発売。

初回仕様
デジパック仕様。通常版はジュエリーボックス仕様。

## 収録内容
※はドキュメンタリ映像。一部ライブ映像を含む。
1. 稲妻サンダー99
ライブのオープニング曲。"SWITCH"仕様である（歌詞が「ジャパーン」から「スイッチオン」に変更された）。
2. Let's go to the answer
3. Heart Beat
Jimi HendrixのPurple Hazeのリフを取り入れたダークなアレンジになっている。
途中、ツアー後半最初の公演（9/25山梨公演）のドキュメント映像・音声が被る。
4. どれだけ自分をONさせるか※
9/28福井公演、9/29石川公演のドキュメント。
「Free and Freedom」のタイトル決定の瞬間が見られる。
5. ビタースイート
6. ポルノグラフィティ、来ましたよ〜※
新潟への移動風景（9/30）と10/1新潟公演、10/3松本（長野県）公演のドキュメント。
7. 東京ランドスケープ
8. DON'T CALL ME CRAZY
ライブ当時最新の19thシングル表題曲。
9. 何をしてるんだろう…※
10/5茨城公演、10/9山形公演、10/13岩手公演のドキュメント。
メンバー、サポートメンバーによるモノマネが見られる。
10. Free and Freedom
ライブ当時最新の19thシングルカップリング曲。実際のライブでは次に「アゲハ蝶」が演奏された。
11. 何度も
12. Twilght, トワイライト
間奏が大幅に長くなりアレンジされている。
13. 愛が呼ぶほうへ
13thシングル。
14. ROLL
17thシングル。
15. SGを使おう!※
栃木への移動風景（10/19）、函館（北海道）への移動風景（10/23）、札幌（北海道）への移動風景（10/25）と10/20栃木公演、10/24函館（北海道）公演、10/26-27札幌（北海道）公演のドキュメント。
16. 札幌ペニーレーン※
10/29スペシャルライヴハウス公演『〜俺たちポルノグラフィティ・オブ・ジョイトイ/M字開脚/勝負パンツはいてきたよ〜』のドキュメント。
ユニコーンのスターな男をカバーしたライブ映像が少しだけ収録されている。
17. ジョバイロ
ライブ当時最新の19thシングル表題曲。実際のライブでは次に「プッシュプレイ」、「Century Lovers」と続けて演奏された。
18. ネオメロドラマティック
17thシングル。実際のライブでは次に「メリッサ」が演奏された。
19. 最後までやるから!※
青森への移動風景（11/3）と11/4青森公演のドキュメント。
青森公演では昭仁が風邪をひき、「ジョバイロ」を晴一が歌う場面が収録されている。
20. ホール公演最終日※
ホール公演最終日である11/12名古屋（愛知）追加公演のドキュメント。
演奏シーンが多数収録されている。
21. We Love Us
ライブ本編最終曲。
22. ジレンマ 〜 Hard Days, Holy Night
アンコールに演奏された2曲の映像。実際のライブでは「ミュージック・アワー」がアンコールの1曲目に演奏された。
「ジレンマ」はメンバーによるソロセクションから始まる。ライブ終演後や打ち上げの映像も収録されている。

4（福井、石川）、6（新潟、長野）、9（茨城、山形、岩手）、15（栃木、北海道）、16（札幌ライブハウス公演）、19（青森）、20（名古屋追加公演）のシーンをおさめたドキュメンタリー

## サポートメンバー
- 小畑"PUMP"隆彦（ドラムス）
- nang-chang：マニピュレート/Other Instruments）
- NAOTO（ヴァイオリン）
- ただすけ（キーボード）
- 野崎森男（ベース）